# Кліфтон Тауншип (округ Лекаванна, Пенсільванія)
Кліфтон Тауншип (англ. Clifton Township) — селище (англ. township) в США, в окрузі Лекаванна штату Пенсільванія. Населення — 1493 особи (2020).

## Демографія
Згідно з переписом 2010 року, у селищі мешкало 1480 осіб у 627 домогосподарствах у складі 437 родин. Було 1264 помешкання
Расовий склад населення:
| - 95,3 % — білих - 1,5 % — чорних або афроамериканців - 0,7 % — азіатів - 1,4 % — осіб інших рас |

До двох чи більше рас належало 1,1 %. Частка іспаномовних становила 4,7 % від усіх жителів.
За віковим діапазоном населення розподілялося таким чином: 19,7 % — особи молодші 18 років, 57,5 % — особи у віці 18—64 років, 22,8 % — особи у віці 65 років та старші. Медіана віку мешканця становила 49,5 року. На 100 осіб жіночої статі у селищі припадало 107,6 чоловіків;  на 100 жінок у віці від 18 років та старших — 103,1 чоловіків також старших 18 років.
Середній дохід на одне домашнє господарство  становив 66 843 долари США (медіана — 54 013), а середній дохід на одну сім'ю — 66 298 доларів (медіана — 58 800). Медіана доходів становила 38 125 доларів для чоловіків та 33 606 доларів для жінок. За межею бідності перебувало 8,3 % осіб, у тому числі 13,6 % дітей у віці до 18 років та 0,0 % осіб у віці 65 років та старших.
Цивільне працевлаштоване населення становило 704 особи. Основні галузі зайнятості: мистецтво, розваги та відпочинок — 17,6 %, роздрібна торгівля — 13,8 %, освіта, охорона здоров'я та соціальна допомога — 11,8 %.